# Nima Youschidsch

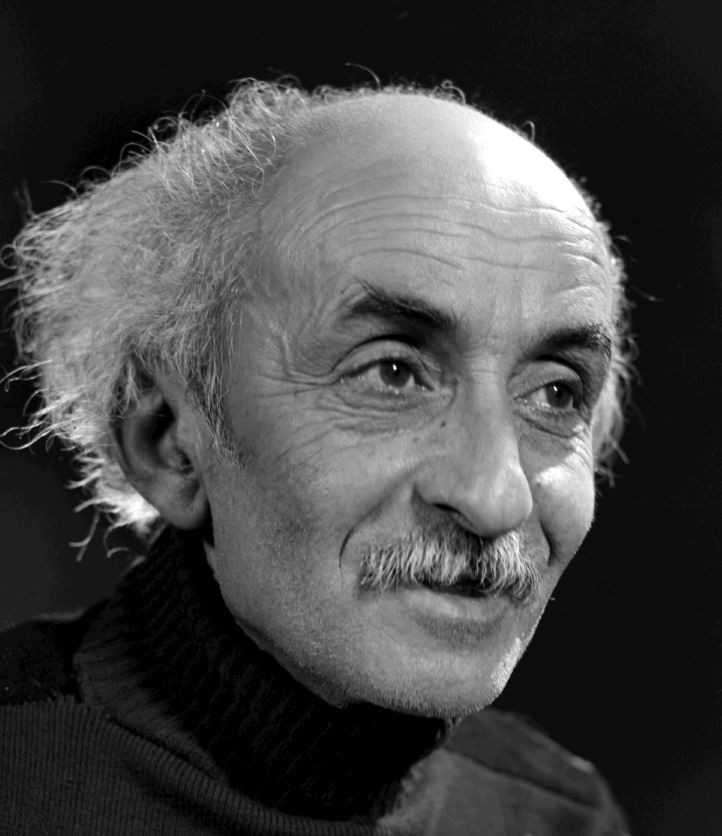
Nima Youschidsch

Nima Youschidsch oder Nimā Juschidsch (persisch نيما يوشيج, DMG Nīmā Yūšīǧ; * 12. November 1897; † 6. Januar 1960), oft nur Nima genannt, war ein persischer Dichter, der als „Vater der modernen persischen Lyrik“ das sogenannte „Neue persische Gedicht“ entwickelt hat.
Sein eigentlicher Name war Ali Esfandiari (علی اسفندياری, DMG ‘Alī Esfandiyārī). Er wurde im Landkreis von Nūr im Dorf Yusch in der nordiranischen Provinz Māzandarān geboren und nach seinem Wunsch auch dort beerdigt.

## Werke (Auswahl von Gedichtbänden)
- Afsāneh, 1921 (Neuauflage 1950).
- Māch Oulā, 1965.
  - daraus: Mein Acker. Übers. von Kurt Scharf, in: die horen 26 (1981), S. 10 f.
- Glocke, 1967-
- Stadt der Nacht, Stadt des Morgens, 1967.